# Preis der Norwegischen Akademie
Der Preis der Norwegischen Akademie, genannt Thorleif Dahls pris, ist ein norwegischer Literaturpreis. Er wird von der privatrechtlichen Norwegischen Akademie für Sprache und Literatur im Gedenken an Thorleif Dahl jährlich für hervorragende Literatur in Riksmål verliehen. Der Preis ist seit 1991 mit 100.000 norwegischen Kronen dotiert.

## Preisträger
- 1983: Arnold Eidslott
- 1984: Astrid Hjertenæs Andersen
- 1985: Leif Østby
- 1986: Torborg Nedreaas
- 1987: Stein Mehren
- 1988: Bergljot Hobæk Haff
- 1989: Anne-Lisa Amadou
- 1990: Jan Jakob Tønseth
- 1992: Egil Kraggerud
- 1993: Ingard Hauge
- 1991: Erik Bystad
- 1994: Erik Egeberg
- 1996: Peter R. Holm
- 1997: Tove Lie
- 1998: Hans Aaraas
- 1999: Tor Åge Bringsværd
- 2000: Georg Johannesen
- 2001: Sven Kærup Bjørneboe
- 2002: Dag Østerberg
- 2003: Arne Worren
- 2004: Kjell Askildsen
- 2005: Torgeir Schjerven
- 2006: Sverre Dahl
- 2007: Marianne Gullestad
- 2008: Arild Stubhaug
- 2009: Ingvar Ambjørnsen
- 2010: Torstein Bugge Høverstad
- 2011: Beate Vibe
- 2012: Espen Stueland
- 2013: Jan Kjærstad
- 2014: Arne Ruste
- 2015: Kaj Skagen
- 2016: Merete Alfsen
- 2017: Liv Køltzow
- 2018: Jan Erik Vold
- 2019: Kaja Schjerven Mollerin
- 2021: Tore Rem
- 2022: Victoria Kielland